# 穂積ユタカ
穂積 ユタカ（ほづみ ゆたか、1978年9月29日 - ）(本名:高橋 雄介)は、日本のフリーランスラジオDJ、 リポーター、MC、構成作家。
愛称はホズミン。神奈川県伊勢原市出身。

## 略歴
三重大学在学中に放送イベントサークルHello FM！でDJデビュー。並行してFM PORT WAVEでDJやディレクターを務めた。
卒業後、サラリーマンを経て大学時代からDJになりたいという夢を捨てきれずに退職。
その後、無職の時代を経て、J-WAVE TR2のADやフリーの仕事をこなしFm yokohamaのリポーターに抜擢される。
2007年の一時期に、湘南シーレックス・ナビゲーターを務めた。
2009年8月　富士山山頂から生中継を行う。
一時期、マルチタレントの一本鞭マサルとしてニッポン放送「motoのオールナイトニッポン０(ZERO)」に出演。
横浜ウォーカーとのコラボ企画でオリジナル楽曲を制作。CDの配布と引き換えに集めた募金でラジオを購入し、神奈川県内にある約40の児童養護施設にラジオを届けた。
横浜マラソン2016 4時間23分で完走。
第11回 湘南国際マラソン 4時間44分で完走。
「ZST PRE STAGE 81」ビギナープレステージ（打撃有り）2分×2R  52.2kg以下 判定負け。
東京エクストリームウォーク100 25時間3分で完歩。

## 人物
- 本人曰く前歯が乾きやすいらしい。
- 身長は158cmと小柄で自身がリポーターを務めるFm yokohamaのE-ne!〜good for you〜のDJを務めるMITSUMIと本人曰くほぼ同じらしい。
- ペラまさのり（放送作家）、万田ケサトシ（ライター）としても活動している。
- 番組企画で劇団HOZを立ち上げ、他劇団の公演に出演していた。

　（熱海殺人事件：大山寅次郎役、真夏の夜の夢：パック役など）
- 極真空手２段

## E-neの番組内でのスタイル
- E-ne!〜good for you〜内のホズミングというコーナーでスタジオの外(主に神奈川県内)から12,14時台に中継レポートを行なっていた。
- 名前を呼ばれると、基本的に「スポーン！！！」という、甲高い声でシャウトするのがお約束となっている。
- 平成24年5月9日のリポート先である ズーラシアで飼育されているフンボルトペンギンの鳴きまねをしてその日のリポートを締めくくった。
- 2014年6月19日の放送で番組エンディングから次番組のtresen+にかけて寮歌（三重大学安濃津寮で4年間を過ごした）を全力で歌い、リスナーからクレームが届いた。

## 出演番組
過去に出演した番組
◎FMヨコハマ
- 横浜主義
- YBR ベイズフライデー倶楽部
- Tips Town（月〜金　13:00‐17:00　2006年4月～2009年9月）
- E-ne!〜good for you〜 (月～木 12:00-15:00  2009年10月〜2021年3月)
- ヨコハマウォーカーラジオ（土 21:00-21:30　2012年4月〜2021年9月）
- 三心 理想の住まい ご意見番（日 17:55-18:00　2015年10月〜2022年3月）
- 15th Anniversary 穂積が行く！飲食店応援団！Fヨコ SAVE＆EAT（金 16:00-16:05　2022年4月〜6月）
- アサヒビール presents Cheers to Friday!! （金 16:00-16:05　2022年11月〜12月）
- Nac to the world（日 25:30 - 26:00 2022年2月〜2023年4月）
- 飲食店応援団！Fヨコ SAVE＆EAT（金 16:00-16:05　2023年4月〜6月）
- 三心 presents「俺の城」（金 17:00-17:10　2022年4月〜2023年12月）
- 同局Podcast、リポーター、CMナレーション、イベントMCなど多数

◎J-WAVE
・J's Journal
ラジオ以外の番組
tvk（テレビ神奈川）、J:COMなど

## 制作担当番組
過去に担当した番組
FMヨコハマ
- Kiss & Ride（中継ディレクター）
- THE MOTOR WEEKLY（構成）
- WE LOVE YOKOHAMA DeNA BAYSTARS

フジテレビ
- それなら5分でできますよ。
- いきなり日本を笑わせろ！

## 連載
- 横浜ウォーカー「Fヨコの謎を解く!ホズミンの突撃レポ」